# Himmeroth
Himmeroth ist ein Ortsteil der nordrhein-westfälischen Gemeinde Windeck im Westerwald.

## Lage
Himmeroth liegt am Rande des Leuscheid und nahe der Landesgrenze zu Rheinland-Pfalz. Nachbarorte sind Leidhecke im Norden, Ehrenhausen im Osten und Süden, Röhrigshof im Südwesten und Sangerhof im Nordwesten.

## Geschichte
Himmeroth war eine hauptsächlich landwirtschaftlich orientierte Siedlung. 1910 gab es hier 16 Haushaltungen:
- Schuster Friedrich Wilhelm Drees
- Tagelöhner Wilhelm Griesenbach
- die Ackerer Friedrich, Gerhard und Wilhelm Henrichs
- Ackerer Peter Wilhelm Helpensteller
- die Fabrikarbeiter Friedrich und Gustav Himmeröder
- Rentnerin Witwe Friedrich Schmidt, gewerblose Witwe Johann Friedrich Schmidt und Ackergehilfe Karl Schmidt
- Ackerer Wilhelm Steinhauer
- Ackerer Karl Ückersiefen
- zwei Ackerer Heinrich Vogel und einen Reisenden Wilhelm Vogel[2]